# Селифонтьев, Сергей Иванович
Селифонтьев Сергей Иванович (род. 7 января 1956, Кривой Рог, Днепропетровская область) — член-корреспондент Украинской технологической академии, отделение Экономика новых технологий, государственный служащий I ранга, председатель Партии Народного Действия «НАДІЯ».

## Биография
Родился 7 января 1956 года в городе Кривой Рог.
В 1976 году начал трудовую деятельность горнорабочим на шахте «Октябрьская». В 1978 году окончил Криворожский горнорудный институт по специальности горный инженер-механик.
В 1980—1987 годах работал в СПТУ № 29 (Кривой Рог): мастер производственного обучения, председатель профкома, заместитель директора, директор. В 1987—1989 годах — инструктор Жовтневого райкома компартии Украины. В 1991—1994 годах — депутат Криворожского городского совета.
С 1994 года — депутат Верховной рады Украины II созыва (избран по мажоритарному округу).
- Член временной конституционной комиссии, разрабатывал отдельные положения Конституции Украины;
- Член комитета по вопросам образования. Инициировал и принимал участие в разработке и принятии ряда важных законов Украины в области образования, науки, экономики.

В 1996 году — инициатор создания и заместитель председателя аналитического консультативного совета по вопросам экономического развития при Кабинете Министров Украины, которую возглавлял Премьер-министр Украины.
- Разработка стратегического плана развития Украины;
- Координация и интеграция совокупного плана.

В 1998—2000 годах — руководитель аппарата фракции Верховной рады Украины. В 2000—2004 годах — помощник-консультант народного депутата Украины.

## Награды
- Орден «За заслуги» 3-й степени (1996).